# Willi Mielenz
Willi Mielenz (* 17. Mai 1895 in Berlin; † 1. August 1942 in einem Gulag im Gebiet Kemerowo in Sibirien) war ein deutscher kommunistischer Widerstandskämpfer.

## Leben
Nach einer abgebrochenen Lehre arbeitete er als Metallarbeiter auf Wanderschaft in Norddeutschland, Dänemark und Schweden. In Brunsvik bei Ludvika belegte er 1913/14 für sieben Monate Kurse an einer Arbeiter-Volkshochschule.
Kurz vor Beginn des Ersten Weltkriegs kam er nach Deutschland zurück und war von 1915 bis 1918 Soldat im Fronteinsatz und wurde mehrfach verwundet. Aus dem Krieg heimgekommen, wurde Mielenz Schriftführer und Mitglied des Vollzugsausschusses des Arbeiter- und Soldatenrats Liegnitz, anschließend war er für die SPD Delegierter zum 1. Rätekongreß in Berlin.
Im Frühjahr 1919 veröffentlichte er das Buch: Liegnitz in den Tagen der Revolution. Danach war er gezwungen, vor den Freikorps-Truppen zu flüchten, er kam wiederum nach Schweden und kam dort in Kontakt mit Linkssozialisten. Gegen Ende des Jahres 1919 wurde er mit anderen aus Schweden ausgewiesen. Im folgenden Jahr kehrte Mielenz unter dem Decknamen Lorenz nach Deutschland zurück.
Er trat alsbald der KPD bei, arbeitete im Apparat der KJI und war zeitweise stellvertretendes Mitglied im Exekutivkomitee der KJI für Skandinavien. Zum Teil führte er illegale Tätigkeiten für die kommunistischen Jugendorganisationen aus. Ab März 1921 war er in der KPD-Zentrale mitverantwortlich für Kurierdienste, Paßfälschung und die Beschaffung illegaler Quartiere. Im März 1922 ging er auf Anforderung von Otto Wille Kuusinen nach Moskau und wurde dort Referent in der Informationsabteilung der Komintern. Im Zeitraum von September 1923 bis August 1924 kehrte er nach Deutschland in seine alten Positionen als Leiter des illegalen Bereichs unter der Mitarbeitergruppe von Leo Flieg zurück und beteiligte sich aktiv an den Aufstandsvorbereitungen für den deutschen Oktober.
Mielenz ging erneut von September 1924 bis Herbst 1929 in die Sowjetunion und arbeitete als Referent im skandinavischen Ländersekretariat der Komintern. Im Herbst 1929 wendete er sich wieder nach Deutschland und wurde technischer Sekretär des Sekretariats im ZK der KPD, wo er für Teile des illegalen Apparats verantwortlich war.
Mitte 1930 vertrat er Heinz Neumann als Double in einem von Joseph Goebbels einberufenen Diskussionsabend im Saalbau Friedrichshain, wo sich letzterer argumentativ mit dem Kommunismus auseinandersetzen wollte. Um der zu erwartenden Massenschlägerei zu entgehen, wurde Mielenz zum Diskussionsabend geschickt, da er Neumann vom Aussehen ähnelte.
Wegen seiner angeblichen Zugehörigkeit zur Gruppe um Neumann wurde er Mitte 1932 auf Veranlassung von Ernst Thälmann in seiner Funktion als technischer Sekretär abgesetzt. Der Verleger Willi Münzenberg setzte sich für Mielenz ein, dadurch konnte er in die IAH-Zentrale nach Moskau wechseln. Erneut wurde er dort auf persönliche Intervention von Ernst Thälmann abgelöst und als IAH-Instrukteur in Island eingesetzt.
Mielenz begann 1933 mit einer umfangreichen Rednertätigkeit gegen das nationalsozialistische Regime in Norwegen. Im März 1934 wurde ihm daraufhin die deutsche Staatsbürgerschaft entzogen.
Seit März 1933 war er schwer erkrankt und nahm deswegen längere Krankenhausaufenthalte in Oslo, Paris und Moskau. Nach seiner Genesung wurde er 1935 aus der IAH entlassen, blieb vorerst aber als Übersetzer bei der Komintern, wurde jedoch im Juni 1937 auch aus dem Apparat der Komintern entlassen. Er beschloss nach Frankreich zu emigrieren, jedoch machte ihm das seine wiederkehrende Krankheit unmöglich.
Mielenz wurde im Zuge der stalinistischen Säuberungen am 13. Oktober 1938 wegen Spionage für einen ausländischen Dienst in Moskau verhaftet. Das Militärkollegium des Obersten Gerichtshofes der UdSSR verurteilte ihn am 14. Mai 1939 nach Artikel 17, 58–8, 58–10, Absatz 1 und 58–11 wegen Rechtstrotzkismus und Verbindungen zu Neumann, Remmele, Pjatnitzki, Kun und Knorin zu zehn Jahren Lagerhaft. Am 1. August 1942 verstarb Mielenz in einem Gulag im Gebiet Kemerowo in Sibirien.
Erst am 28. September 1988 wurde er durch das Oberste Gericht der UdSSR rehabilitiert.

## Eigene Schriften
- Liegnitz in den Tagen der Revolution: eine geschichtl. Zusammenfassung d. Tätigkeit d. Liegnitzer Arbeiter- und Soldaten-Rates. Seyffarth, Liegnitz 1919.